# Naturalismus und Realismus in Lateinamerika
Der Naturalismus und Realismus in Lateinamerika sind von Europa importierte literarische Strömungen Ende des 19. Jahrhunderts.

## Allgemein
Im Gegensatz zu Europa sind der Naturalismus und Realismus zur gleichen Zeit in Lateinamerika aufgetreten und weisen somit nur geringfügige Unterschiede auf. Man spricht auch von der der Gleichzeitigkeit des Ungleichzeitigen (Rössner, 2002, S. 198). Aus Europa importiert werden vor allem Flaubert, Zola und Eça de Queirós als Vorbilder gesehen und von vielen Autoren Lateinamerikas genutzt. Während dieser literarischen Zeit stellte man sich gegen den Subjektivismus und wandte sich völlig von dem romantischen Formgefühl ab.
Die Welt wird unter dem Aspekt der Wahrscheinlichkeit dargestellt. Der agierende Mensch wird durch sein Umfeld bestimmt. Der Realist und Naturalist ist auf eine genaue Darstellung der Welt und des geistigen Antriebs der Menschen bedacht. Er richtet sein Interesse auf Stadt und Land.
Sowohl der Darwinismus als auch der Positivismus nehmen Einfluss auf den Realismus. Die rationale Auslegung der Realität bildet den Kontrast zu der Romantik.
Die bis zu diesem Zeitpunkt unantastbaren Themen wie Homosexualität werden im Naturalismus aufgegriffen.

## Gattungen

### Romane
Die Intention der Romanautoren jener Zeit besteht darin, in das Bewusstsein der Gesellschaft zu gelangen, indem sie die Wirklichkeit real und unverklärt darstellen. Als einer der wichtigsten Vertreter gilt der chilenische Autor Alberto Blest Gana (1830–1920) mit seinem bekanntesten Roman Martín Rivas (1862), in welchem er die sozialen Aufstieg eines jungen Mannes aus der Mittelklasse beschreibt.

### Erzählungen
...trata de mostrar la realidad tal cual es, como espejo de lo cotidiano.
Die lateinamerikanischen Autoren figurieren in ihren Erzählungen die Lebensverhältnisse, in denen sich die Menschen der damaligen Zeit befanden. Unter anderen werden die Themen der Versklavung der Bauern in den Antillen und die Vertreibung der Gauchos aufgegriffen. Die Erzählung erhält, durch die Schilderung der Umgebung und die präzise Typisierung der Figuren, eine bestimmte Struktur. Das sich verändernde Milieu nimmt Einfluss auf die Entfaltung der Charaktere. Zwei der wohl bekanntesten Vertreter dieser literarischen Bewegung sind Javier de Viana (1868–1926) und Baldomero Lillo (1867–1923).

## Vertreter

### Baldomero Lillo

#### Biografie
Baldomero Lillo gilt als chilenischer Vertreter des Naturalismus und Realismus in Lateinamerika, der vor allem durch seine zahlreichen Erzählungen bekannt geworden ist.
Er wurde am 6. Januar 1867, als Sohn des Bergwerkangestellten José Nazario Lillo Mendoza, in Lota geboren.
Als Kind besuchte er zunächst sporadisch die Schule. Neben der Schule in Bucalebu (1876) und dem Liceo (ab 1883) unterrichtete ihn auch seine Mutter, Mercedes Figueroa, in Lesen und Schreiben. Nach der Schule arbeitete er als Verkäufer in einem Gemischtwarenladen in Lota.
1897 folgte die Hochzeit und 1898 der Umzug nach Santiago de Chile. In der Hauptstadt verbesserte er seine finanzielle Situation durch eine Anstellung bei einer Versicherungsgesellschaft und anschließend als Verwaltungsbeamter der Universidad de Chile. Des Weiteren war er als Mitarbeiter der Zeitungen Zig Zag, Pacífio Magazine, Las Ultimas Noticias und El Mercurio tätig. Nach jahrelangem Lungenleiden starb er am 10. September 1923 in San Bernardo bei Santiago.

#### Literarische Entwicklung
Baldomero Lillo wird nicht zuletzt durch seine 45 Erzählungen als einer der Hauptvertreter der Kurzerzählungen in Chile in der Zeit der Jahrhundertwende bezeichnet. Auch die für die damalige Zeit nicht bestehende Thematik und Art der Literatur machen ihn zu einem bis in die heutige Zeit gern gelesenen Autor jener Zeit.
1903 wurde sein Werk Juan Fariña in der Zeitung Revista Católica veröffentlicht. Im darauf folgenden Jahr erschien sein Buch Sub terra, bestehend aus 13 Erzählungen. Darunter Caza mayor, Juan Fariña, La compuerta Nº12, Los inválidos, El grisú, El pago, El chiflón del Diablo, El pozo, La mano pegada, La barrena, Era él solo, Cañuela y Petaca, El registro.
Seine 2. Sammlung folgte 1907 mit dem Titel Sub sole. Jene enthält die folgenden 12 Werke: El rapto del sol, Irredención, En la rueda, Las nieves eternas, Víspera de difuntos, El oro,El remolque, El alma de la máquina, Quilapán, El vagabundo, Inamible, La trampa.
Sein Werk La huelga, welches das Arbeitermassaker von 1907 thematisiert, blieb aufgrund fehlender Informationen und seines immer schlechter werdenden Gesundheitszustand unvollendet. Weitere, zum Teil aus seinem Nachlass stammende, Skizzen und Erzählungen wurden in späteren Sammlungen veröffentlicht.

#### Werke

##### Sub terra
Die von Baldomero Lillo bekannteste Sammlung thematisiert das Leben der Bergarbeiter von Lota und Coronel, wobei seine persönlichen Erlebnisse eine gute Basis dafür darstellten. Der zolasche Naturalismus war ihm dabei ein Vorbild. In den Werken fließen seine Betrachtungen mit den gesellschaftlichen und wirtschaftlichen Gegebenheiten zusammen. Neben den Minenarbeitern werden auch die nordamerikanischen Kapitalisten, und die gewissenlosen Ausbeuter sowie die indianischen Peone beschrieben. Eine direkte Beschuldigung der schlechten Situation der Minenarbeiter erfolgt nicht. Es erscheint als eine reine Darstellung von Handlungen und den psychischen Zuständen der einzelnen Personen. Die von ihm verwendeter sprachliche Gestaltung passt sich der von ihm beschriebenen Gesellschaft an und lässt seine Sprache facettenreich wirken.

##### Sub sole
Wie unter dem Titel schon erkennbar ist, vereinigen sich 12 Erzählungen unter den Strahlen der Sonne und des Lichtes, wobei sich jede einzelne thematisch unterscheidet. Die Bräuche des Volkes, die kindliche Misshandlung , das Leben der Bauern, die Fantasie und die Symbolik sind einige der Motive, die in der Sammlung Sub sole verarbeitet werden. Neben der klaren realistischen Darstellung lässt er feine Züge von Menschlichkeit in seinen Werken zu. Laut Rafael Maluenda spiegeln die Erzählungen El rapto del sol, Irredención, Las nieves esternas und El oro den Kern des Sammelbandes wider, da sie einen moralischen Gedanken umfassen  wie zum Beispiel die allumfassende Liebe und die menschliche Selbstgefälligkeit. Lillo bedient sich in Sub sole nicht ausschließlich des Realismo und Naturalismo, sondern auch zu kleinen Teilen Modernismo.

###### El oro
Inhalt
Ein Adler blickte von seinem Nest aus in den Felsen auf einen funkelnden Punkt, der ein Sonnenstrahl war. Da die Sonne bereits unterzugehen schien, versuchte der Adler, ihn mit seinem Schnabel zu fangen und ihn zurück zur Sonne zu befördern. Doch sein Schnabel verbrannte bei dem Versuch, und der Sonnenstrahl fiel auf die Erde. Die Magier erkannten nach langer Zeit des Rätsels Lösung. Es handle sich um eine Strähne der Sonne, und jeder, der versuchen wollte, diese zu fangen, werde ein unsterbliches Leben führen. Dafür war es aber notwendig, jede Spur von Mitgefühl oder Liebe zu entfernen. Und so geschah es, die Liebe wurde aus dem Leben verbannt und mit gierigem Blick nach dem Pulver aus Sonnenstrahlen, dem Gold, gejagt. Einige ließen ihr Leben aufgrund ihres feindseligen Ehrgeizes. Der Sonnenstrahl wanderte mit seinen Spuren über Felder und Flüsse. Auch der Adler fing den Strahl wieder ein. So verging die Zeit, und eines Tages sagte die Liebe zu dem Adler, dass ihre Herrschaft abgeschlossen ist. Folglich blickte der Vogel auf die Erde und sah viele beschäftigte Männer, die dabei waren, das Gold aus der Erde ziehen, und bemerkte, dass Gold zwar ein schönes Metall sei, aber mit den Karat von Arroganz, Egoismus und Ehrgeiz.
Deutung
Mit der Erzählung El Oro komplementiert Baldomero Lillo seine Geschichtensammlung Sub Sole von 1907. In dieser Geschichte wird die Arroganz und Selbstsüchtigkeit der Menschen thematisiert. Der Titel ist neben der wörtlich zunehmenden Bedeutung, Gold als ein Metall von unschätzbarem Wert, auch ein Symbol für die Werte des Lebens. Sowohl Solidarität als auch Liebe sind weitere zentrale Themen. Lillo verwendet in dieser Geschichte hauptsächlich abgedroschene Zeichen, wie die Sonne und den Adler.
Seine Intention ist, aufzuzeigen, dass die Menschen selbst ihr wichtigstes Gut, das der Liebe, aufgeben würden, um materielle Bereicherung zu erfahren. Diese Tatsache führt zu einem verstärkten egoistischen Handeln.
In dieser Erzählung lässt Lillo viele modernistische Elemente einfließen, besonders die der Symbolik und Imagination, die ihn von den anderen Autoren des Realismus/Naturalismus unterscheiden. Dennoch ist die detailreiche Beschreibung durchaus ein anschauliches Merkmal, das dem des Naturalismus zugeordnet werden kann. Mit den letzten Worten des Adlers überträgt Lillo dem Leser die Moral der Geschichte.

### Federico Gamboa

#### Biografie
Federico Gamboa ist einer der bedeutendsten Vertreter des Naturalismus in Mexiko. Seine Vielseitigkeit zeigt er in allen drei literarischen Gattungen, der Epik, der Lyrik und der Dramatik. Neben Romanen schrieb er Erzählungen, Dramen und Memoiren.
Am 22. Dezember 1864 wurde er in Mexiko-Stadt geboren. Gamboa verbrachte einige Stationen seines Lebens im Ausland, unter anderem in Guatemala, Buenos Aires, Brüssel und New York. Mit bereits 24 Jahren reiste er als Diplomat nach Brasilien, Argentinien und in die Vereinigten Staaten. Er konnte professionell aus dem Englischen übersetzen. Im Jahre 1913 ging er ins Exil. Als er 1923 zurückkehrte, arbeitete er als Hochschullehrer für Literatur und internationales Recht. Federico Gamboa ist am 15. August 1939 in Mexiko-Stadt gestorben.

#### Literarische Entwicklung
In den Werken von Federico Gamboa ist eine klare Trennung zwischen Realismus und Naturalismus nicht ersichtlich. Die Grenzen scheinen ineinander über zu gehen. Seine Werke zeichnen sich durch eine detailreiche objektive Schilderung aus. Gekonnt involviert er seine Charaktere in das soziale Umfeld. Dennoch können seine Personen nur eingeschränkt agieren. Eines seiner ersten Werke, indem er seine exakten Beschreibungen einfließen ließ, war Del natural (1888). Seine starke Orientierung am Katholizismus unterscheidet ihn von dem Naturalismus in Frankreich und Spanien. Dennoch sind die literarischen Einflüsse von Zola und Bourget erkennbar. Durch die Anlehnung an Zola gelingt es Gamboa, die Zustände so exakt wie möglich zu erläutern. Von Bourget geht das Kriterium, die menschliche Psyche genauestens zu erforschen, aus. Ein Grundelement, das in seine Arbeiten ausmacht, ist die Aufrichtigkeit. Dabei verbreitete er die Idee des Sincerismo. Dennoch musste sich Federico Gamboa wie jeder Schriftsteller Kritik unterziehen. „Azuela“ vergleicht seine naturalistische Schreibweise als einen Mischmasch von Prüderie und Sinnlichkeit (Reichhardt, 1972, S. 494/495). Den Kritikern zufolge ist neben dem extremen Pathos in seinen Werken durchaus auch die Tendenz zu moralisieren zu finden.
Seine Autobiografie veröffentlichte er unter dem Titel Impresiones y recuerdos (1893) und einige andere Bände unter dem Namen Mi diario (1908–1939).
Mit den Werken La última campaña(1894), La venganza de la gleba (1905) und Entre hermanos (1928) wurde Federico Gamboa als Dramaturg bekannt.

#### Auszug aus seinen Werken
Seine Geschichte Apariencias (1892) stellt eine Liebesbeziehung zwischen einer jungen Adoptivmutter zu ihrem Adoptivsohn dar, bei der der davon wissende Adoptivvater diese am Ende dazu zwingt, miteinander weiter zu leben und nicht die eher denkbare Alternative zu begreifen, den Adoptivsohn umzubringen. Diese in Frankreich spielende Ehebruchsgeschichte ist durch eine präzise Beschreibung des Milieus gekennzeichnet.
Auch eines seiner bekannten Werke Suprema ley (1896) ist von seiner naturalistischen Schreibweise durchzogen, in dem die Zustände in einer Metropole anhand von authentischen Szenen geschildert werden. Der Gerichtsschreiber Julio Ortegal entwickelt Zuneigung für die Angeklagte Clothilde, die ihren Geliebten ermordet hat. Nach ihrer Entlassung aus dem Gefängnis kann Ortegal sie, mit der Zustimmung seiner Frau, in seinem Haus aufnehmen. Eine zum Scheitern verurteilte Liebesbeziehung zwischen den beiden ergibt sich des Aufenthalts.
Den größten Erfolg erlangte er aber mit Santa (1903), der sogar mehrere Male verfilmt wurde. Der Roman erlaubt dem Leser, einen Einblick in das Milieu der Prostitution zu nehmen. Thematisiert wird das Leben eines jungen Mädchens, das auf dem Land wohnt und von ihren Eltern aufgrund mangelnder Liebe verstoßen wird. Sie landet in einem Bordell in moralischem und materiellem Elend. Nur ein armer blinder Pianist namens Hipólito vermag es, ihr Liebe zu geben. Nach drei Fluchtversuchen aus dem Bordell findet die Protagonistin ihr Ende in einem Hospital.

#### Werke (Auswahl)
- Roman: La llaga (1910)
- Theater: La última campaña (1904)
- Memoiren: Mi diario (1907–1938, 5 Bde.)

### Javier de Viana

#### Biografie
Ein weiterer Vertreter des Naturalismus in Lateinamerika ist der uruguayische Schriftsteller Javier de Viana. Er schrieb neben einigen Romanen und Theaterstücken zahlreiche Erzählungen, welche ihn zu einem der wichtigsten Autoren dieser Gattungen machen.
Javier de Viana wurde am 5. August 1868 in Canelones/Uruguay geboren. Ein Vorfahre war im 18. Jahrhundert Gouverneur von Montevideo. Sein Vater war Großgrundbesitzer. Seine Kindheit verbrachte er auf dem Lande beziehungsweise auf der uruguayischen Estancia seines Vaters, bis er 11 Jahre alt war. Neben seinem Medizinstudium widmete er sich den Neueren Sprachen. Ohne Erfolg nahm Viana im Jahre 1886 an der Revolution gegen Máximo Santos und 1904 an dem Aufstand Aparicio Saravias teil. Diese Erfahrungen wurden Gegenstand in seiner Crónicas de la revolución del Quebracho(1891) und Con divisa blanca, crónicas de la guerra uruguaya (1904). Von der Polizei geahndet, verschlug es seine Familie und ihn ins Exil nach Argentinien, bis er 1918 in seine Heimat zurückkehrte. 5 Jahre später wurde er Abgeordneter der Partido Nacional. Da sich sein gesundheitlicher Zustand weiter verschlechterte, starb er am 5. Oktober 1926 verarmt in La Paz/Canelones.

#### Literarische Entwicklung / Schreibweise
In seinen Werken wird der Mensch durch sein Umfeld geformt und vor allem Gewalt, Exzesse und Verbrechen ziehen sich wie ein roter Faden durch sein Leben. Im Laufe seines Lebens verfasste er mehr als 20 Bände, von denen Campo von 1896, Gaucho von 1899 und Gurí von 1901 als die bekanntesten gelten. Es folgten die Werke Abrojos (1919), Cardos (1919) und Del campo y la ciudad (1921). Eine Vielzahl an Neologismen und naturwissenschaftlichen Termini (Reichhardt, 1972, S. 645) erscheinen dem Leser als Kontrast zu den sonst von ihm gewählten Dialekten und bildliche Beschreibung der Natur. Seine Erzählungen sind dialogisch aufgebaut und voll von Farbigkeit und Dramatik. Elemente des Naturalismus und Positivismus kommen durch die genaue Darstellung zum Vorschein. Der einzelne Mensch ist nicht in der Lage, sich von den alten Traditionen und Imaginationen des Lebens zu lösen und in jener Zeit zu bestehen. Der Gaucho scheitert an dem Umbruch durch die Jahrhundertwende. Er ist zum Tier degeneriert, sein Rancho ist verfallen, die Pampa riecht nach verwestem Fleisch, und die Vögel sind von Ungeziefer befallen (Reichhardt 1972, S. 645). Der Heroismus wird in einigen wenigen Werken über die Caudillos und Banditen thematisiert.
Javier de Viana hat eine verbitterte und pessimistische Sicht auf sein Heimatland. Aufgrund dessen ist es ihm wichtig die Thematik des Verfalls des Gauchos in seinen Werken zu fokussieren und empfindet die neuen Zustände, die in Uruguay derzeit bestanden, für unzumutbar.
Durch den erkennbaren Einfluss seiner persönlichen Erlebnisse und Erfahrungen gewinnen die Erzählungen des genannten Autors immens an Glaubwürdigkeit.
Sowohl in der Literatur als auch in anderen Bereichen seines Lebens sind Parallelen zu seinem Landsmann Eduardo Acevedo Díaz erkennbar. Beide hatten ähnliche Absichten, die uruguayische Bevölkerung über die Missstände in ihrem Land aufzuklären.

#### Werk

##### En las cuchillas

###### Inhalt
Die Erzählung En las cuchillas ist ein Teil der Erzählsammlung Gurí (1901), die erstmals 1896 veröffentlicht wurde. Der uruguayische Autor Javier de Viana stellt in dieser Geschichte den politischen Krieg dar. Ein Bürgerkrieg, der sich wie es in dieser Epoche oft beschrieben sowohl in der Stadt, als auch auf dem Land ereignet. Der Protagonist ist ein weißer Caudillo (Anführer) auf der Flucht vor einer Bande. Somit ergeben sich in der Erzählung zwei Handlungsstränge, einerseits der des Verfolgten und andererseits der der Verfolger. Der Weiße reitet mit seinem Pferd durch die uruguayischen Cuchillas, um sein Leben zu retten. Die sechsköpfige bewaffnete Bande wird von einem alten Indio angeführt, der sich sehr gut auf dem Land auskennt. Die übrigen fünf sind stämmige Burschen mit braunen Bärten. Drei von ihnen tragen Stiefel, die anderen zwei gehen barfuß.
Zu Beginn wird eine Verfolgungsjagd mit Bolas und Lanzen geschildert, welcher der Caudillo versucht zu entkommen. Die Jagd ist ein heilloses Durcheinander. Jedoch gelingt es dem Verfolgten, seinen Feinden zu entkommen. Dennoch ist ihm bewusst, dass es unmöglich sein wird, sich von den Feinden zu verbergen. Sie haben ihn, egal wo er sich befindet, im Blickwinkel. Die Nacht nutzt die Bande, um sich von der Jagd zu erholen und neue Kräfte für die weitere Verfolgung zu sammeln.
Die Trostlosigkeit der Pampa schlägt sich auf das Gemüt des Caudillo nieder. An einer Quelle angelangt steigt er ab, um seinen starken Durst zu stillen. Die Nacht bricht über ihn herein, er ist allein. Er setzt seinen Marsch weiter fort, bis er glaubt, einen sicheren Ort gefunden zu haben. Er erinnert sich an die vorangegangenen Erlebnisse im Kampf. Während er auf seinem Pferd umhertrottet, gelangt er an ein ihm bekanntes Flussbett. Der gleiche Bach, die gleichen Hügel, die gleiche Umgebung. In seiner Einsamkeit denkt er an seinen Freund Basilio Laguna und stellt sich dessen Tod vor.
Die Kräfte des Caudillos schwinden zusehend, da er bereits 48 Stunden auf den Beinen war und seit 36 Stunden keine Nahrung mehr zu sich genommen hat. Die Bande entdeckt ihn und nimmt die wieder Verfolgung auf. Der Caudillo wird von deren Lanzen mehrfach getroffen. Es ertönt ein Pistolenschuss des Flüchtlings und er kann sich mit letzter Kraft auf den Boden werfen. Trotz seiner zahlreichen Verletzungen ist er noch nicht tot. Als ihm der letzte Todesstoss versetzt werden soll, kommt ein Reiter, der Kommandant und Freund Laguna des Weges und befiehlt, diesen Mann nicht umzubringen. Die Bande bricht von ihrem Vorhaben ab und Laguna bietet dem Sterbenden einen letzten Gefallen an. Der Caudillo bittet ihn daraufhin, seinem Sohn das Vermächtnis Oribe, leyes o muerte, geschrieben auf einem Blatt Papier, auszuhändigen.
Der Caudillo hat einen schweren Todeskrampf, den Laguna nicht länger anzusehen vermag, sodass er ihn von seinen Leiden erlöst. Die Bande verteilt dessen Kleidungsstücke und lässt ihn entblößt liegen, um ihm am nächsten Tag auf Lagunas Wunsch hin zu begraben. Zwei Tage später kommen sie an die Stelle zurück und finden einen verwesten, enthaupteten, von Fliegen übersäten Leichnam vor.

###### Deutung
In dieser Erzählung von Javier de Viana werden typische Motive des Naturalismus aufgegriffen und beschrieben. Vor allem die Thematik der Gauchos in Lateinamerika, die mit eigensinnigen Banden verglichen werden, wird hier deutlich angesprochen. Die Erzählung stellt eine der schlimmsten Zeiten in der uruguayischen Geschichte dar, in der die Menschen verächtlich und grausam gehandelt haben. Durch den Caudillo und die Bande werden zwei unterschiedliche Gesellschaftsschichten beschrieben. Da die einzelnen Mitglieder nur sporadisch mit Stofffetzen bekleidet und zum Teil barfuß sind, wird die Armut jener Zeit unterstrichen. Im Gegensatz dazu erscheint der Caudillo als wohlhabend und wird schnell zum Gejagten. Das Motiv der Verfolger wird nicht geklärt und lässt somit nur Vermutungen für den Leser anstellen.
Der Kampf ist ein von Javier de Viana genutztes Element, welches sich wie ein roter Faden durch die Erzählung zieht. Es beginnt mit dem Kampf ums Überleben, der durch den ununterbrochenen Versuch der Flucht zum Ausdruck gebracht wird, und endet für den Verfolgten mit einem grausamen Todeskampf. Sein größtes Problem, die Desorientierung, wird ihm am Ende zum Verhängnis. Er reitet ständig umher und kehrt immer an denselben Ort zurück. Ohne sich von seinen Feinden zu entfernen, reitet er regelrecht in ihre Arme, da diese durch den Indio eine Person in ihrer Bande aufgenommen haben, die sich in den „Cuchillas“ zu orientieren weiß. Der Caudillo entwickelt in seiner Verzweiflung Zorn und Wut, da er sich nicht auf dem Land auszukennen vermag und zusehen muss, wie er immer mehr in die Fänge der Bande gerät.
Für die Bande hingegen kann diese skrupellose Jagd mit einem Spiel zwischen Wölfen und Schafen verglichen werden. Der Flüchtling wird nur als Beute gesehen und soll entblößt werden.
Laguna scheint dem Caudillo ein sehr enger Freund zu sein. Er rettet den Caudillo nicht nur vor dem Tod durch die Bande, sondern gibt ihm auch die Möglichkeit, einen letzten Wunsch zu äußern. Aus diesem Blickwinkel erscheint seine letzte Tat umso grausamer, obgleich sie eigentlich der Akt der Erlösung für den Caudillo ist. Ihm als Freund ist es unmöglich, die Leiden mit anzuschauen. Im Gegensatz zu Laguna empfindet der Indio ausschließlich Verachtung für seinen Feind, was nicht zuletzt auch durch die geschichtlichen Hintergründe zu erklären sei.
Eine weitere Neuheit in der Literatur, die Javier de Viana mit einfließen lässt, ist, dass der Indio eine Stimme bekommt und somit als vollwertiger Mensch angesehen wird.
Die Darstellung der düsteren tristen Landschaft untermalt verstärkt die ausweglose Situation des Flüchtlings. Es gelingt dem Autor sehr gut, die Gedanken und Gefühle des Caudillos zu beschreiben. Viana verwendet das Element der Ironie. Zum Beispiel stellt sich der Caudillo in einem tranceähnlichen Zustand den Tod seines Freundes vor.
Die Figuren werden über die dialektreiche Sprache charakterisiert. Dadurch verleiht der Autor dem Text mehr Authentizität.
Der Titel En las cuchillas könnte anfangs auch zweideutig zu verstehen sein. Die Bedeutung In den Klingen ist dennoch nicht die zutreffendste. Cuchillas sind Hügelketten, die die uruguayische Landschaft kennzeichnen. Dabei gibt es die Cuchilla de Haedo (Norden) und die Cuchilla Grande (Osten).